# Alexandria (Alabama)
Alexandria é uma Região censo-designada localizada no estado americano do Alabama, no Condado de Calhoun.

## Demografia
Segundo o censo americano de 2000, a sua população era de 3 692 habitantes.

## Geografia
De acordo com o United States Census Bureau, a localidade tem uma área de 28,7 km², sem área coberta por água.

## Localidades na vizinhança
O diagrama seguinte representa as localidades num raio de 16 km ao redor de Alexandria. 